# 鳥山時成
鳥山 時成(とりやま ときなり、1309年 - 1337年) は、鎌倉時代から南北朝時代にかけての武将。

## 人物
元弘3年(1333年)後醍醐天皇が伯耆国で倒幕の兵を起こすと、一族の宗家・新田義貞とともに幕府から離反し、上野で挙兵した。時成は義貞に従軍して鎌倉攻めに加わり、鎌倉制圧に功を挙げた。その後、義貞とともに上洛して後醍醐朝に出仕した。建武2年(1335年)北条時行兵を挙げた中先代の乱を機に足利尊氏が後醍醐天皇から離反すると、時成は尊氏討伐の軍に加わって義貞とともに東下して箱根竹ノ下の戦いで尊氏軍と戦ったが敗れて京に敗走した。同年、尊氏は九州で再起すると、湊川で楠木正成を破って京に入り、時成は義貞とともに戦ったが、敗れ、近江へ落ち延びた。義貞が、後醍醐天皇の皇子・尊良親王と恒良親王を奉じて越前敦賀に向かうと、時成もこれにしたがい、金ヶ崎城で態勢の挽回をはかった。翌延元2年・建武4年(1337年)尊氏軍による金ヶ崎城攻めがはじまり、包囲攻撃さ進れた金ヶ崎城内はやがて兵糧が尽きてしまった。時成は、救援を頼むために義貞の弟・脇屋義助とともに城を脱出し、越前の国人瓜生保のもとに向かった。義助らの説得に折れた瓜生氏は、金ヶ崎城救援のために桃山城を進発し、金ヶ崎城へ向かった。しかし時成は東郷村越坂で尊氏方の今川頼貞軍に襲われ戦死した。